# David S. Hogness
David Swenson Hogness (* 17. November 1925 in Oakland, Kalifornien; † 24. Dezember 2019 in Stanford, Kalifornien) war ein US-amerikanischer Biochemiker, Genetiker und Entwicklungsbiologe und Hochschullehrer, zuletzt emeritiert, an der Stanford University School of Medicine.

## Leben
Hogness’ Eltern waren der Chemiker Thorfin R. Hogness und dessen Frau Phoebe S. Hogness. David Hogness erwarb 1949 am California Institute of Technology (Caltech) einen Bachelor in Chemie und 1952 ebendort einen Ph.D. in Biologie und Chemie. Als Postdoktorand arbeitete er mit einem Stipendium (Fellow) des National Research Council bei Jacques Monod am Institut Pasteur in Paris und mit einem Stipendium der National Science Foundation an der New York University in New York City.
1955 übernahm Hogness erste Lehrtätigkeiten (Instructor) in Mikrobiologie an der Washington University in St. Louis, Missouri, bevor er 1957 dort eine erste Professur (Assistant Professor) erhielt. 1959 wechselte er als Assistant Professor für Biochemie an die Stanford University in Stanford, Kalifornien. 1961 wurde er Associate Professor, 1966 erhielt er eine ordentliche Professur, 1989 zusätzlich für Entwicklungsbiologie. 1999 wurde er emeritiert.
Hogness heiratete 1948 Judith Gore, das Paar hatte zwei Söhne.

## Wirken
Hogness konnte wesentlich zum Verständnis der Ontogenese von Drosophila melanogaster beitragen. Er untersuchte die Rolle des Hormons Ecdyson bei der Entwicklung der Fruchtfliege. Hogness und Mitarbeiter fanden 1978 die TATA-Box (Goldberg-Hogness-Box) als Startsequenz zur Transkription von Genen bei Eukaryoten. Hogness’ Arbeiten trugen zur Entdeckung bei, dass das genetische Material von Eukaryoten codierende (Introns) und nichtcodierende (Exons) Abschnitte enthält und dass die Expression zahlreicher Gene durch sogenannte Cis-Elemente reguliert wird. Hogness trug zur Verschmelzung von Genetik, Molekularbiologie und Entwicklungsbiologie zum Fachgebiet der Genomik bei.

## Auszeichnungen (Auswahl)
- 1965 Newcomb Cleveland Prize[2]
- 1968 Guggenheim Fellow[3]
- 1976 Mitglied der National Academy of Sciences[4]
- 1976 Mitglied der American Academy of Arts and Sciences[5]
- 1977 Howard Taylor Ricketts Award
- 1979 Harvey Lecturer
- 1984 Genetics Society of America Medal[6]
- 1992 Mitgliedschaft in der European Molecular Biology Organization (EMBO)
- 1995 Humboldt-Forschungspreis
- 1997 March of Dimes Prize in Developmental Biology[7]
- 2003 Thomas Hunt Morgan Medal[8]
- 2007 Internationaler Preis für Biologie[9]
- 2013 Warren Alpert Foundation Prize